# Alectroenas pulcherrimus
La paloma azul de Seychelles, también paloma azul de las Seychelles (Alectroenas pulcherrimus) es una especie de ave columbiforme de la familia Columbidae.

## Distribución geográfica
Es endémica de las selvas de las islas interiores de Seychelles.

## Estado de conservación
Está amenazada por la pérdida de hábitat.